# Et Exspecto
 (décembre 2024).
Si vous disposez d'ouvrages ou d'articles de référence ou si vous connaissez des sites web de qualité traitant du thème abordé ici, merci de compléter l'article en donnant les références utiles à sa vérifiabilité et en les liant à la section « Notes et références ».
Et Exspecto est une œuvre de musique de chambre pour bayan de la compositrice russe Sofia Goubaïdoulina écrite en 1985.

## Contexte et création
Sofia Goubaïdoulina compose Et Exspecto, sonate pour bayan, en 1985. L'œuvre est créée par Friedrich Lips (de).

## Structure
L'œuvre comprend cinq mouvements :
1. I.
2. II.
3. III. Presto
4. IV.
5. V. Con moto